# Catedrala din Ajaccio
Catedrala din Ajaccio, cu hramul Adormirea Maicii Domnului, este o biserică romano-catolică situată în Ajaccio, Corsica. Catedrala este sediul  episcopului de Ajaccio, sufragan (subordonat) al Arhiepiscopiei de Marsilia.

## Istoric
Actuala catedrală a fost construită între 1577 și 1593 și este atribuită arhitectului italian Giacomo della Porta. A fost construită pentru a înlocui fosta Catedrală Sfânta Cruce, distrusă în 1553, pentru a face loc pentru extinderea fortificațiilor orașului.
Piatra fundamentală a fost pusă în 1593 de episcopul Jules Guistiniani. Aici a fost botezat Napoleon Bonaparte la 21 iulie 1771. Ultima dorință a lui Napoleon a fost aceea de a fi îngropat cu strămoșii săi în Corsica, în Catedrala din Ajaccio. 
Catedrala este monument istoric (un sit de patrimoniu național al Franței) de la 30 octombrie 1906.
Conform legendei, la 15 august 1769, Letizia Buonaparte a simțit dureri bruște de muncă în timp ce se afla în catedrală. S-a repezit acasă la casa Buonaparte, la doar câțiva pași, și l-a născut pe Napoleon pe o canapea de la primul etaj înainte de a putea ajunge la dormitorul ei de la etaj.

## Arhitectură

### Exterior
Catedrala din Ajaccio este construită în stil baroc, cu o fațadă colorată în ocru.

### Interior
Actuala catedrală este mai mică decât clădirea anterioară. Crucea latină a interiorului este delimitată de transeptul superficial și modest, care este acoperit de o cupolă. Naosul central este foarte înalt și larg în sine, dar are o lungime scurtă în comparație cu restul clădirii. Este acoperit cu arcuri de bolți de butoi care amintesc de epoca Renașterii. Clădirea are, de asemenea, două culoare care pleacă de la ușa din față și urcă spre transept, separate în mijloc de cele șapte capele de lângă două rânduri de trei coloane.
În dreapta intrării se află o cristelniță din marmură. Este un vas simplu gravat cu stema lui Giustiniani, surmontat de o coroană toscană de bronz, sub care se află o inscripție de aur, Heic baptisatus Magnus Imperator (latină pentru Aici este botezat Marele Împărat).
Altarul este din marmură policromă și a fost inițial situat la Biserica Suffragio din Lucca, dar a fost dat catedralei de către Elisa Bonaparte, sora lui Napoleon în 1809. Ea are un altar compus din patru coloane răsucite de marmură neagră din Porto Venere.
Catedrala din Ajaccio are șapte capele laterale, dar următoarele trei sunt cele mai proeminente:
- Capela Fecioarei Milostivirii (franceză: Chapelle de la Vierge de la Misericorde) este o capelă 1752 în cinstea Fecioarei Milostive, sfânta patroană a orașului Ajaccio. Are un altar de marmură proiectat de sculptori genovezi decorate cu marmură spiralată de Brocatello din Spania.
- Capela Maicii Domnului a Rozariului (franceză: Chapelle de Notre-Dame du Rosaire) este o capelă 1765, care găzduiește un altar stuc și seria de cutii reprezentând misterele Rozariului Fecioarei, o nișă centrală cu statuia Fecioarei Maria și două nișe laterale care conțin statui ale Sfântului Dominic și ale Sfintei Ecaterina de Siena.
- Capela Madonna Înlăcrimată (franceză: Chapelle de la Madonna de Pianto) este o mică capelă din secolul 18, care conține multe picturi murale Domenico Tintoretto și Eugène Delacroix.

În catedrală se află de asemenea o mare orgă mare construită în 1849 de Aristide Cavaillé-Coll și restaurată ulterior și electrificată de Joël Pétrique.